# Теридиде - списак врста на С

## Sardinidion
Sardinidion Wunderlich, 1995
- Sardinidion perplexum Wunderlich, 1995  (Sardinia)

## Selkirkiella
Selkirkiella Berland, 1924
- Selkirkiella alboguttata Berland, 1924  (Juan Fernandez Is.)
- Selkirkiella carelmapuensis (Levi, 1963) (Chile)
- Selkirkiella luisi (Levi, 1967) (Chile)
- Selkirkiella magallanes (Levi, 1963) (Chile)
- Selkirkiella michaelseni (Simon, 1902) (Chile)
- Selkirkiella purpurea (Nicolet, 1849) (Chile)
- Selkirkiella ventrosa (Nicolet, 1849) (Chile, Argentina, Falkland Is.)
- Selkirkiella wellingtoni (Levi, 1967) (Chile)

## Simitidion
Simitidion Wunderlich, 1992
- Simitidion agaricographum (Levy & Amitai, 1982) (Cyprus, Israel)
- Simitidion lacuna Wunderlich, 1992 (Canary Is., Spain, North Africa, Israel)
- Simitidion simile (C. L. Koch, 1836)  (Holarctic)

## Spheropistha
Spheropistha Yaginuma, 1957
- Spheropistha melanosoma Yaginuma, 1957  (Japan)
- Spheropistha miyashitai (Tanikawa, 1998) (Japan)
- Spheropistha nigroris (Yoshida, Tso & Severinghaus, 2000) (Taiwan)
- Spheropistha orbita (Zhu, 1998) (China)

## Spintharus
Spintharus Hentz, 1850
- Spintharus argenteus Dyal, 1935 (Pakistan)
- Spintharus flavidus Hentz, 1850  (USA to Bolivia, Brazil)
- Spintharus gracilis Keyserling, 1886 (Brazil)

## Steatoda
Steatoda Sundevall, 1833
- Steatoda adumbrata (Simon, 1908) (Western Australia)
- Steatoda aethiopica (Simon, 1909) (Central Africa)
- Steatoda alamosa Gertsch, 1960 (USA, Mexico)
- Steatoda alboclathrata (Simon, 1897) (India)
- Steatoda albomaculata (De Geer, 1778) (Cosmopolitan)
  - Steatoda albomaculata infuscata (Schenkel, 1925) (Switzerland)
- Steatoda americana (Emerton, 1882) (USA, Canada, China)
- Steatoda amurica (Strand, 1907) (Russia)
- Steatoda ancora (Grube, 1861) (Russia)
- Steatoda ancorata (Holmberg, 1876) (Mexico to Chile)
- Steatoda andina (Keyserling, 1884) (Venezuela to Chile)
- Steatoda apacheana Gertsch, 1960 (USA)
- Steatoda atascadera Chamberlin & Ivie, 1942 (USA)
- Steatoda atrocyanea (Simon, 1880) (New Caledonia, Loyalty Is.)
- Steatoda autumnalis (Banks, 1898) (Mexico)
- Steatoda badia (Roewer, 1961) (Senegal)
- Steatoda bertkaui (Thorell, 1881) (Moluccas, New Guinea)
- Steatoda bipunctata (Linnaeus, 1758)  (Holarctic)
- Steatoda borealis (Hentz, 1850) (USA, Canada, Alaska)
- Steatoda bradyi (Strand, 1907) (South Africa)
- Steatoda brignolii Knoflach, 1996 (Greece)
- Steatoda capensis Hann, 1990 (St. Helena, South Africa, New Zealand)
- Steatoda carbonaria (Simon, 1907) (Congo, Bioko)
  - Steatoda carbonaria minor (Simon, 1907) (Congo)
- Steatoda castanea (Clerck, 1757) (Palearctic (Canada, introduced))
- Steatoda chinchipe Levi, 1962 (Ecuador, Peru)
- Steatoda cingulata (Thorell, 1890) (China, Korea, Japan, Sumatra, Java)
- Steatoda connexa (O. P.-Cambridge, 1904) (South Africa)
- Steatoda craniformis Zhu & Song, 1992 (China)
- Steatoda dahli (Nosek, 1905) (Turkey to Israel, Central Asia)
- Steatoda diamantina Levi, 1962 (Brazil)
- Steatoda distincta (Blackwall, 1859) (Madeira)
- Steatoda ephippiata (Thorell, 1875) (Algeria to Israel)
- Steatoda erigoniformis (O. P.-Cambridge, 1872) (Pantropical)
- Steatoda fagei (Lawrence, 1964) (South Africa)
- Steatoda fallax (Blackwall, 1865) (Cape Verde Is.)
- Steatoda felina (Simon, 1907) (Congo)
- Steatoda foravae Dippenaar-Schoeman & Müller, 1992 (South Africa)
- Steatoda fulva (Keyserling, 1884) (USA, Mexico)
- Steatoda grandis Banks, 1901 (USA)
- Steatoda grossa (C. L. Koch, 1838) (Cosmopolitan)
  - Steatoda grossa obliterata (Franganillo, 1918) (Spain)
  - Steatoda grossa strandi (Ermolajev, 1934) (Russia)
- Steatoda gui Zhu, 1998 (China)
- Steatoda hespera Chamberlin & Ivie, 1933 (USA, Canada)
- Steatoda hui Zhu, 1998 (China)
- Steatoda iheringi (Keyserling, 1886) (Brazil, Paraguay, Argentina)
- Steatoda incomposita (Denis, 1957) (Portugal, Spain, Gibraltar, Corsica)
- Steatoda italica Knoflach, 1996 (Corsica, Italy)
- Steatoda kiwuensis (Strand, 1913) (Central Africa)
- Steatoda kuytunensis Zhu, 1998 (China)
- Steatoda latifasciata (Simon, 1873) (Canary Is., Morocco to Israel)
- Steatoda latrodectoides (Franganillo, 1913) (Spain)
- Steatoda lawrencei Brignoli, 1983 (South Africa)
- Steatoda lenzi (Strand, 1907) (South Africa)
- Steatoda leonardi (Thorell, 1898) (Myanmar)
- Steatoda lepida (O. P.-Cambridge, 1879) (New Zealand)
- Steatoda linzhiensis Hu, 2001 (China)
- Steatoda livens (Simon, 1894) (Tasmania)
- Steatoda longurio (Simon, 1909) (Central Africa)
- Steatoda mainlingensis (Hu & Li, 1987) (China)
- Steatoda mainlingoides Yin et al., 2003 (China)
- Steatoda marmorata (Simon, 1910) (South Africa)
- Steatoda marta Levi, 1962 (Colombia)
- Steatoda maura (Simon, 1909) (Mediterranean)
- Steatoda medialis (Banks, 1898) (USA, Mexico)
- Steatoda meridionalis (Kulczyn'ski, 1894) (Eastern Europe to Georgia)
- Steatoda mexicana Levi, 1957 (USA, Mexico)
- Steatoda micans (Hogg, 1922) (Vietnam)
- Steatoda minima (Denis, 1955) (Niger)
- Steatoda moerens (Thorell, 1875) (Algeria, Tunisia)
- Steatoda moesta (O. P.-Cambridge, 1896) (Mexico to Brazil)
- Steatoda morsitans (O. P.-Cambridge, 1885) (South Africa)
- Steatoda nahuana Gertsch, 1960 (Mexico)
- Steatoda nasata (Chrysanthus, 1975) (Krakatau, New Ireland, Australia)
- Steatoda ngipina Barrion & Litsinger, 1995 (Philippines)
- Steatoda nigrimaculata Zhang, Chen & Zhu, 2001 (China)
- Steatoda nigrocincta O. P.-Cambridge, 1885 (Yarkand)
- Steatoda niveosignata (Simon, 1908) (Western Australia)
- Steatoda nobilis (Thorell, 1875) (Madeira, Canary Is. (England, introduced))
- Steatoda octonotata (Simon, 1908) (Western Australia)
- Steatoda palomara Chamberlin & Ivie, 1935 (USA)
- Steatoda pardalia Yin et al., 2003 (China)
- Steatoda paykulliana (Walckenaer, 1805) (Europe, Mediterranean to Central Asia)
  - Steatoda paykulliana obsoleta (Strand, 1908) (Ethiopia)
- Steatoda perakensis Simon, 1901 (Malaysia)
- Steatoda perspicillata (Thorell, 1898) (Myanmar)
- Steatoda phalerata (Panzer, 1801) (Palearctic)
- Steatoda picea (Thorell, 1899) (Cameroon)
- Steatoda porteri (Simon, 1900) (Chile)
- Steatoda pulchra (Keyserling, 1884) (USA)
- Steatoda punctulata (Marx, 1898) (USA, Mexico)
- Steatoda quadrimaculata (O. P.-Cambridge, 1896) (USA to Venezuela, West Indies)
- Steatoda quaesita (O. P.-Cambridge, 1896) (Mexico)
- Steatoda quinquenotata (Blackwall, 1865) (Cape Verde Is.)
- Steatoda retorta González, 1987 (Argentina)
- Steatoda rhombifera (Grube, 1861) (Russia)
- Steatoda rubrocalceolata (Simon, 1907) (Bioko)
- Steatoda rufoannulata (Simon, 1899) (India, Sri Lanka, Sumatra, Java)
- Steatoda sabulosa (Tullgren, 1901) (Bolivia, Argentina, Chile)
- Steatoda sagax (Blackwall, 1865) (Cape Verde Is.)
- Steatoda saltensis Levi, 1957 (Mexico)
- Steatoda seriata (Simon, 1899) (Sumatra)
- Steatoda singoides (Tullgren, 1910) (Tanzania)
- Steatoda sordidata O. P.-Cambridge, 1885 (Yarkand)
- Steatoda speciosa (Thorell, 1898) (Myanmar)
- Steatoda subannulata (Kulczyn'ski, 1911) (New Guinea, New Britain)
- Steatoda terastiosa Zhu, 1998 (China)
- Steatoda tigrina (Tullgren, 1910) (Tanzania)
- Steatoda tortoisea Yin et al., 2003 (China)
- Steatoda transversa (Banks, 1898) (USA, Mexico)
- Steatoda trianguloides Levy, 1991 (Israel)
- Steatoda triangulosa (Walckenaer, 1802) (Cosmopolitan)
  - Steatoda triangulosa concolor (Caporiacco, 1933) (Libya)
- Steatoda tristis (Tullgren, 1910) (Tanzania)
  - Steatoda tristis ruwenzorica (Strand, 1913) (Central Africa)
- Steatoda truncata (Urquhart, 1887) (New Zealand)
- Steatoda ulleungensis Paik, 1995 (Korea)
- Steatoda uncata Zhang, Chen & Zhu, 2001 (China)
- Steatoda variabilis (Berland, 1920) (East Africa)
- Steatoda variata Gertsch, 1960 (USA, Mexico)
  - Steatoda variata china Gertsch, 1960 (USA, Mexico)
- Steatoda variipes (Keyserling, 1884) (Peru)
- Steatoda vaulogeri (Simon, 1909) (Vietnam)
- Steatoda venator (Audouin, 1826) (Egypt)
- Steatoda violacea (Strand, 1906) (Ethiopia)
- Steatoda wangi Zhu, 1998 (China)
- Steatoda washona Gertsch, 1960 (USA, Mexico)
- Steatoda xerophila Levy & Amitai, 1982 (Israel)
- Steatoda xishuiensis Zhang, Chen & Zhu, 2001 (China)

## Stemmops
Stemmops O. P.-Cambridge, 1894
- Stemmops belavista Marques & Buckup, 1996 (Brazil)
- Stemmops bicolor O. P.-Cambridge, 1894  (USA to Panama, Cuba, Bahama Is.)
- Stemmops cambridgei Levi, 1955 (Mexico, Honduras)
- Stemmops caranavi Marques & Buckup, 1996 (Bolivia)
- Stemmops carius Marques & Buckup, 1996 (Brazil)
- Stemmops concolor Simon, 1897 (St. Vincent)
- Stemmops cryptus Levi, 1955 (Panama)
- Stemmops forcipus Zhu, 1998 (China)
- Stemmops lina Levi, 1955 (Mexico)
- Stemmops mellus Levi, 1964 (Panama)
- Stemmops nigrabdomenus Zhu, 1998 (China)
- Stemmops nipponicus Yaginuma, 1969 (China, Korea, Japan)
- Stemmops ornatus (Bryant, 1933) (USA)
- Stemmops orsus Levi, 1964 (Panama, Brazil)
- Stemmops osorno (Levi, 1963) (Chile)
- Stemmops questus Levi, 1955 (Mexico to Venezuela)
- Stemmops salenas Marques & Buckup, 1996 (Brazil)
- Stemmops servus Levi, 1964 (Panama)
- Stemmops subtilis (Simon, 1895) (Venezuela)
- Stemmops vicosa Levi, 1964 (Brazil)
- Stemmops victoria Levi, 1955 (Mexico)

## Styposis
Styposis Simon, 1894
- Styposis ajo Levi, 1960 (USA)
- Styposis albula (Gertsch, 1960) (Guyana)
- Styposis camoteensis (Levi, 1967) (Juan Fernandez Is.)
- Styposis chickeringi Levi, 1960 (Panama)
- Styposis clausis Levi, 1960 (USA to Colombia)
- Styposis colorados Levi, 1964 (Ecuador)
- Styposis flavescens Simon, 1894  (Nicaragua to Venezuela)
- Styposis kahuziensis Miller, 1970 (Congo)
- Styposis lutea (Petrunkevitch, 1930) (Puerto Rico)
- Styposis nicaraguensis Levi, 1960 (Nicaragua)
- Styposis rancho Levi, 1960 (Venezuela)
- Styposis scleropsis Levi, 1960 (Panama)
- Styposis selis Levi, 1964 (Brazil)
- Styposis tepus (Levi, 1967) (Chile)